# Rampla Juniors Fútbol Club
O Rampla Juniors Fútbol Club é um clube de futebol uruguaio com sede na cidade de Montevidéu. Disputa a primeira divisão do Campeonato Uruguaio.

## História

### Origem e cores

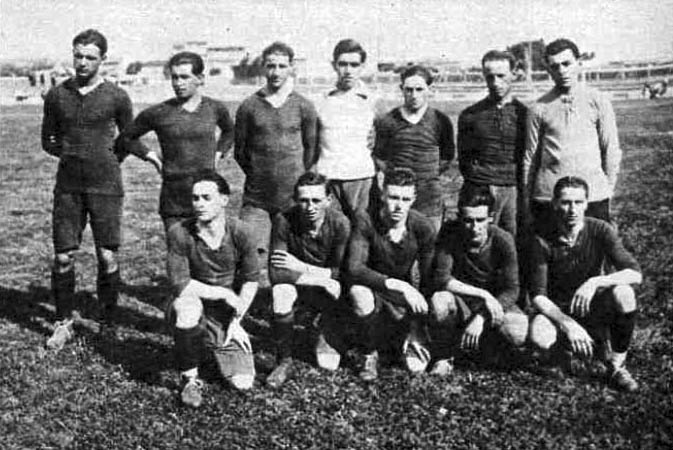
Escalação do Rampla Juniors que jogou em Buenos Aires em 1922.

O clube foi fundado na região de Aduana (também berço do primeiro River Plate uruguaio), depois mudou-se primeiro para o bairro de Aguada e, finalmente, por volta de 1920, para o bairro da Villa del Cerro. Suas cores foram retiradas do Fortaleza, um clube que existiu nos primeiros anos do Rampla na região do Cerro. Outra história de como eles escolheram suas cores é semelhante a como os fundadores do Boca Juniors supostamente tiveram a ideia para as cores de seu uniforme a partir da bandeira da Suécia em um navio. Há rumores de que os fundadores do clube pegaram o vermelho e o verde da bandeira da Itália, que estava em um navio que chegava na baía de Montevidéu. 

### Primeiros títulos
Em seu estádio, o Rampla conquistou o Campeonato Uruguaio em 1927.  A seleção de 1927 era: Pedro Arispe (capitão), Pedro Aguirre, Enrique Ballestrero, Pedro Cabrera, Julio Nieto, José Magallanes, Juan Miguel Fermín "Ruso" Labraga, Luis Gaitán, Conrado Haeberli, Vital Ruffatti e Conrado Bidegain.
O Rampla já foi considerado como sendo o terceiro maior clube uruguaio, atrás apenas do Nacional e do Peñarol, respectivamente, devido ao grande número de torcedores e de resultados positivos.
Em seus primeiros dias, o clube tinha fortes laços com as indústrias de carne que formaram o bairro que representa, principalmente as empresas Swift e Armour de Chicago. Vários funcionários dessas empresas vieram ser jogadores importantes para o Rampla Juniors. Até meados da década de 1960, os torcedores do clube eram conhecidos como "Friyis", pois as geladeiras das indústrias de processamento de carne presentes na Villa del Cerro faziam um som semelhante a esse.
Atualmente, os torcedores do clube são apelidados de "picapiedras", pois ajudaram a construir o estádio do time durante 1964 e 1966, onde o terreno lembrava uma pedreira. Em 1966, o estádio recebeu o nome de Estádio Olímpico. 
Na década de 1980, o clube substituiu as antigas arquibancadas de madeira do estádio por novas de concreto. Os torcedores ajudaram a quebrar pedras para a restauração; daí o novo apelido, que em espanhol significa "quebradores de pedras", e que é o nome do desenho animado Os Flinstones no idioma.
Em 2007, o Rampla terminou empatado em segundo lugar com o Danubio na primeira divisão uruguaia. O histórico da equipe foi de nove vitórias, quatro empates e duas derrotas em quinze jogos.

### Anos recentes
Em 2009, o clube estava afundado em dificuldades políticas e financeiras. Em 2015, o Rampla Juniors tinha uma dívida de cerca de US$ 200 mil dólares. Em 2016, o sindicalista Juan Castillo foi nomeado presidente do clube, assim como uma nova diretoria. Castillo foi logo substituído por Isabel Peña como presidente. Em 2020, as dívidas do clube foram pagas pelo empresário Edgard Parnas, em troca de 20% dos bens do clube. 
Em 2019, o Rampla Juniors continuou a utilizar o Estádio Olímpico, com capacidade para seis mil torcedores, como seu estádio.  Para disputar um torneio de promoção, em agosto de 2020, a equipe arrecadou US$ 180 mil dólares em seis dias, refinanciando 50% da dívida com os jogadores, e pagando a outra metade para começar na Segunda Divisão Uruguaia.  Em dezembro de 2020, o clube venceu o Racing Club de Montevidéu por 3 a 0 e chegou à final da promoção à segunda divisão. 
Em janeiro de 2021, foi disputado o primeiro jogo da final da Segunda Divisão Profissional entre o Rampla Juniors e a Sud América.  Daniel Bianchi foi nomeado como novo presidente do clube em 25 de fevereiro de 2021.  Em junho, jogou contra o Atenas de San Carlos, terminando empatados em 1 a 1.  Em 16 de junho, venceram o Villa Teresa por 1 a 0.  Em julho de 2021, o Cerro venceu o Rampla Juniors por 1 a 0 no Estádio Charrúa,  pela Liga de Ascenso Profesional,  num Clásico del Barrio.  Em agosto, o Peñarol venceu a final de futebol de salão feminina contra o Rampla por 4 a 1. 

## Rivalidade
O Rampla foi fundado próximo ao porto de Montevidéu, se mudando para o outro lado da baía no ano de 1919 e
Junto com o Cerro fazem um dos clássicos de maior rivalidade do Uruguai, chamado o Clássico do Bairro, já que ambos os clubes são do Bairro do Cerro.

## Estádio
Em 30 de dezembro de 1923, inaugurou seu estádio, chamado de Parque Nelson e depois de Estádio Olímpico, ao lado do rio da Prata. Para construir o estádio, foi preciso lapidar o terreno pedregoso, o que rendeu ao clube o apelido de Picapiedras.

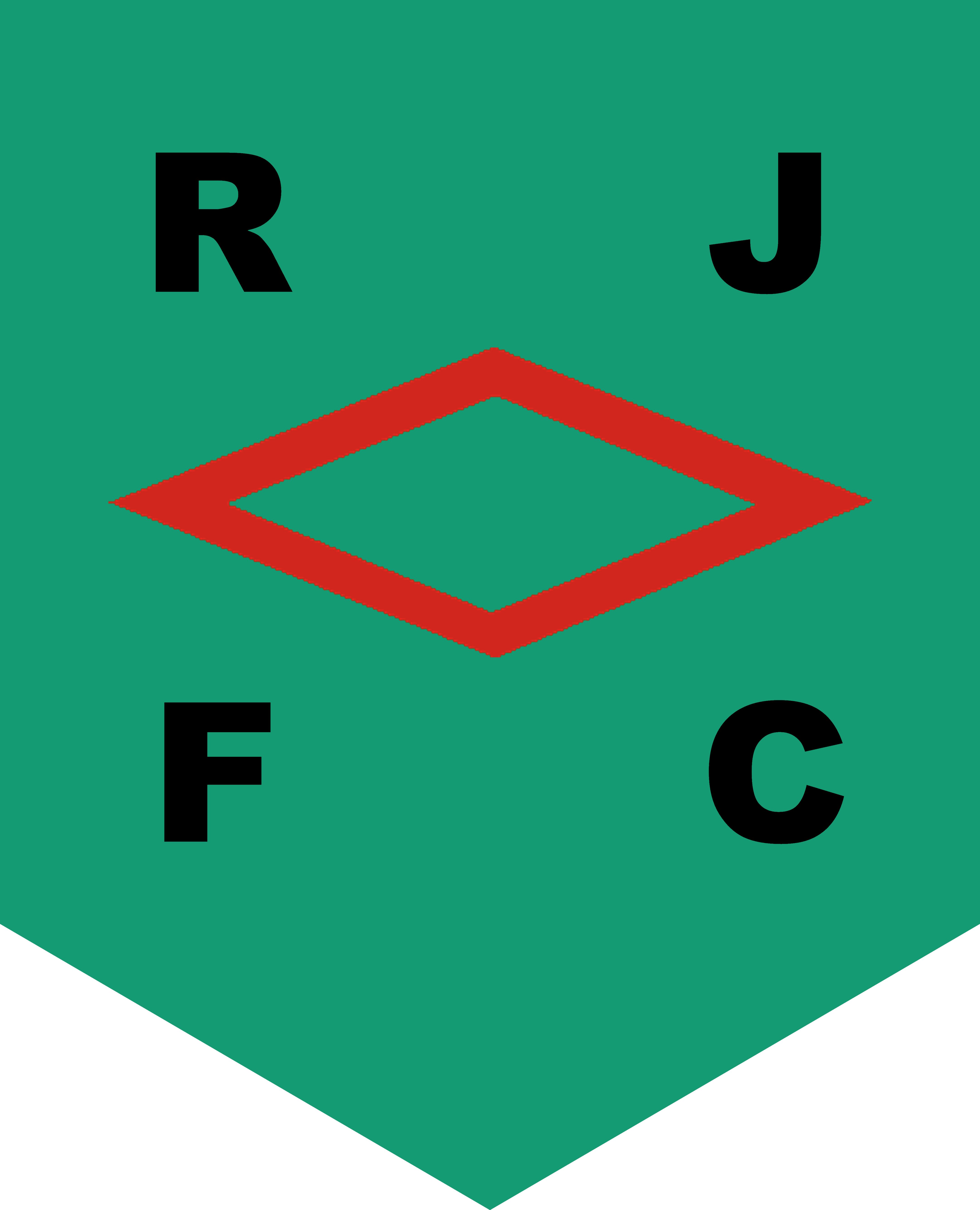
Escudo antigo

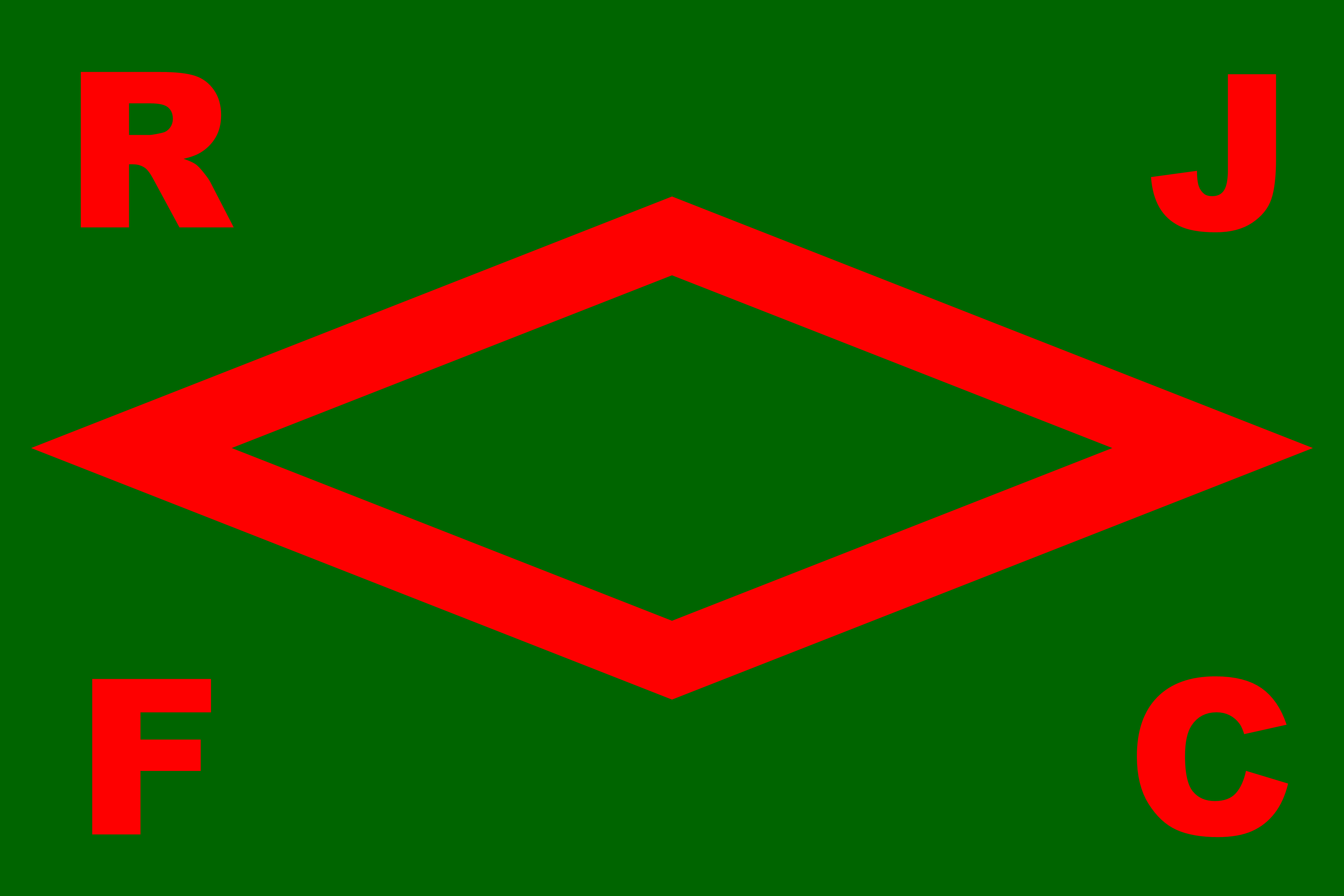
Bandeira

## Títulos
| NACIONAIS | NACIONAIS                        | NACIONAIS | NACIONAIS                       |
|           | Competição                       | Títulos   | Temporadas                      |
| --------- | -------------------------------- | --------- | ------------------------------- |
| Uruguai   | Campeonato Uruguaio - 1ª Divisão | 1         | 1927                            |
| Uruguai   | Campeonato Uruguaio - 2ª Divisão | 5         | 1921, 1944, 1980, 1992, 2015/16 |
| Uruguai   | Torneo Competencia               | 2         | 1950, 1955                      |